# Marte Samson
Marte Samson, né le 22 juillet 1951, est un joueur philippin de basket-ball.